# Los Pinos
Los Pinos (« Les Pins » en espagnol), officiellement le complexe culturel de Los Pinos (Complejo Cultural de Los Pinos), au départ Rancho de las Hormigas (« ranch des fourmis »), est un musée et un centre culturel mexicain situé à Mexico.
Il s'agit également de l'ancienne résidence officielle du président des États-Unis mexicains, entre l'installation dans les lieux de Lázaro Cárdenas del Río en 1935, et le départ d'Enrique Peña Nieto en 2018. En tant que résidence présidentielle, elle succéda ainsi au château de Chapultepec qui était la résidence des présidents du Mexique après la chute de l'empereur Maximilien de Habsbourg. Le Palais national est de nouveau la résidence officielle des présidents mexicains, après l'avoir déjà été entre 1824 et 1882.

## Description
Los Pinos est située à Mexico dans le parc (bois) de Chapultepec. Il s'agit d'un complexe de plusieurs bâtiments dans un parc arboré, permettant un fonctionnement aisé de la présidence loin des tumultes du centre-ville de Mexico. Sa discrétion fut ainsi son principal atout lorsque le complexe servit de résidence présidentielle entre 1935 et 2018.
Le nom de Los Pinos a été donné à la résidence par Lázaro Cárdenas ; la propriété éponyme du Michoacán est celle où il a connu sa femme Amalia Solórzano.
Au Mexique, le nom a été utilisé de manière métonymique pour désigner la présidence.
Lors de la campagne pour l'élection présidentielle de 2018, Andrés Manuel Lopez Obrador a exprimé son souhait de ne pas vivre à Los Pinos et de transformer le complexe présidentiel en musée. Le Palais national retrouva ainsi sa qualité de résidence présidentielle et Los Pinos fut ouvert au public à l'instant même où le président Lopez Obrador prêta serment.

C'est sur son emplacement que se déroula la bataille de Molino del Rey lors de la guerre américano-mexicaine en 1847.

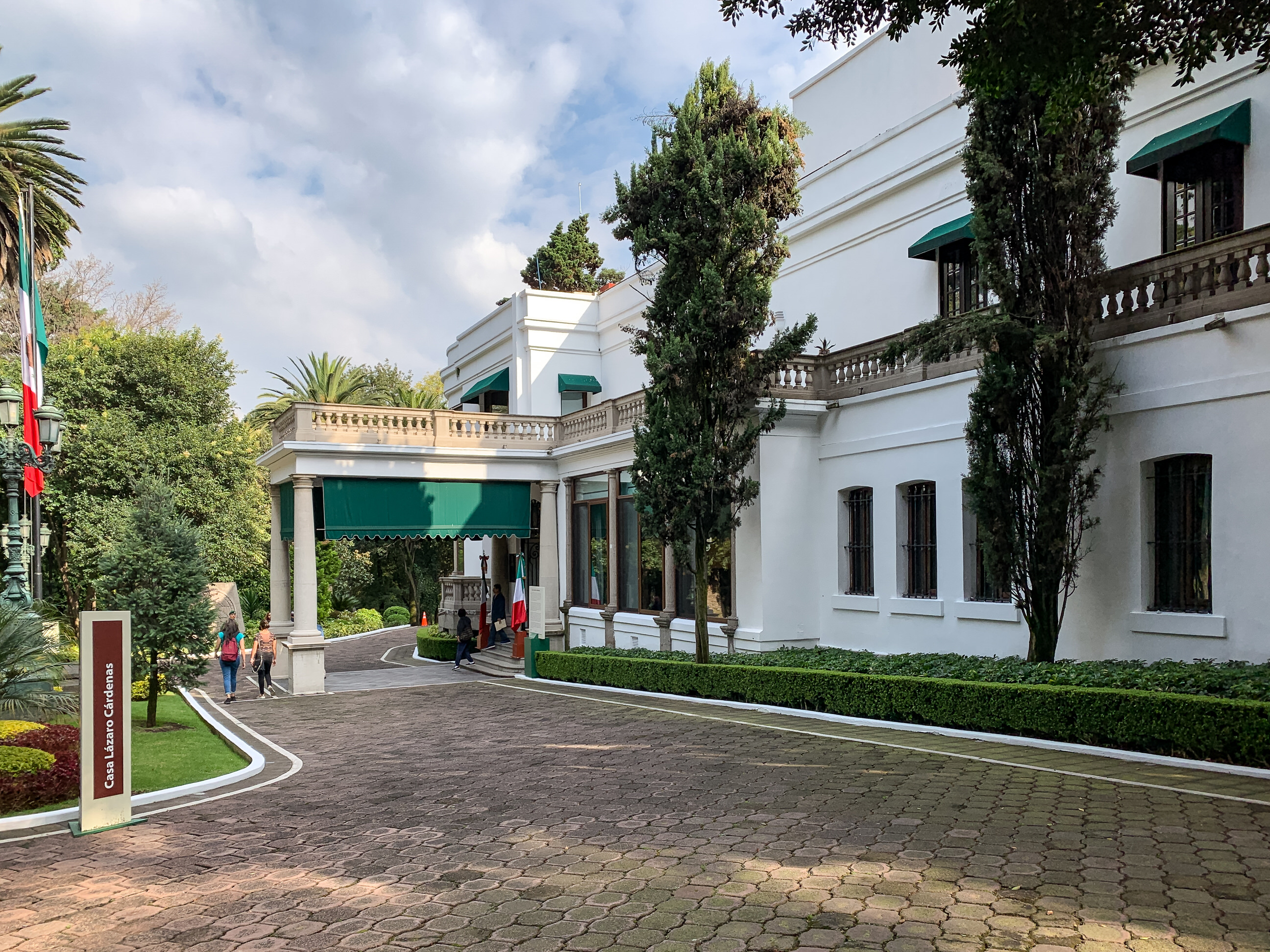
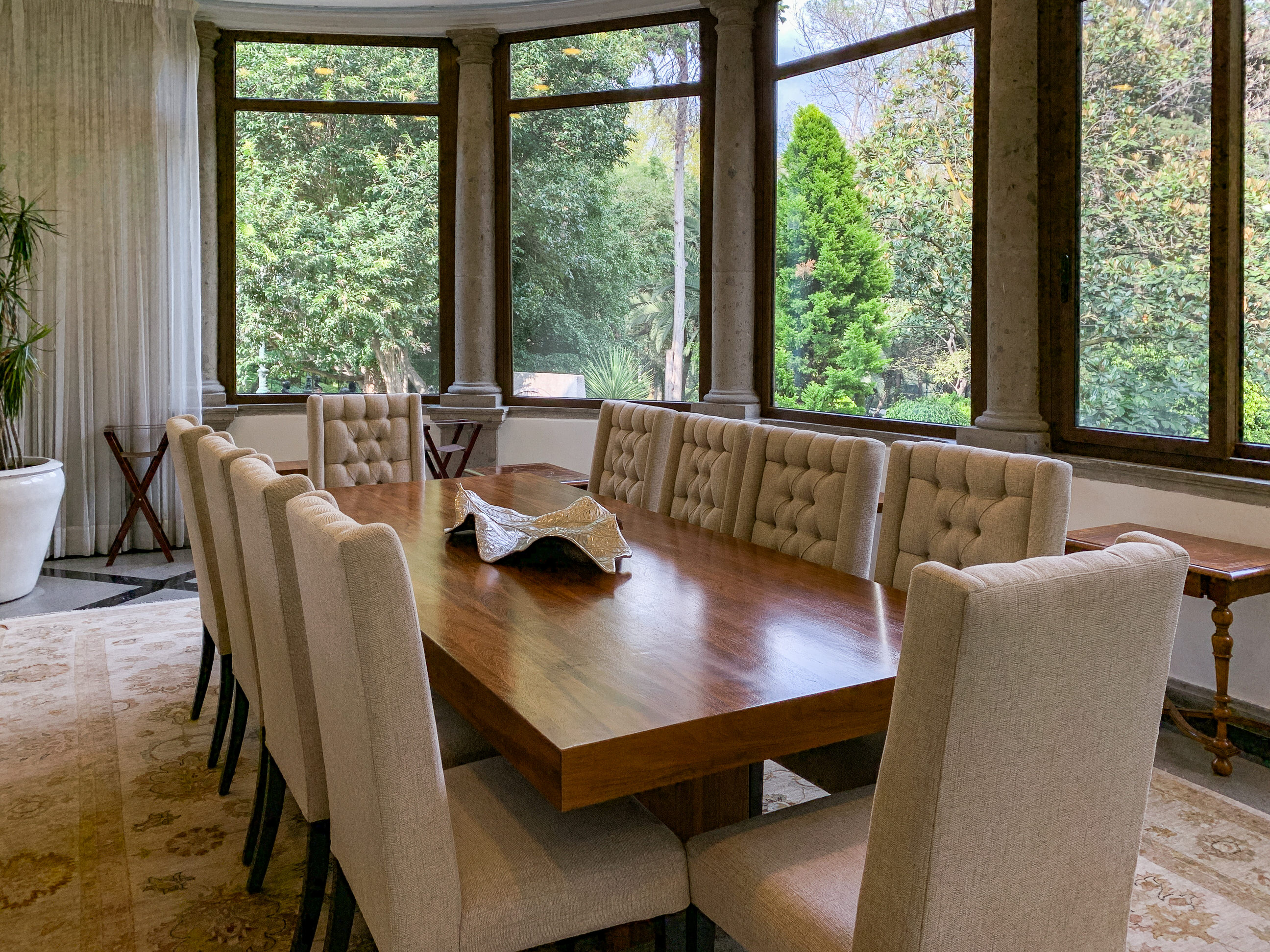
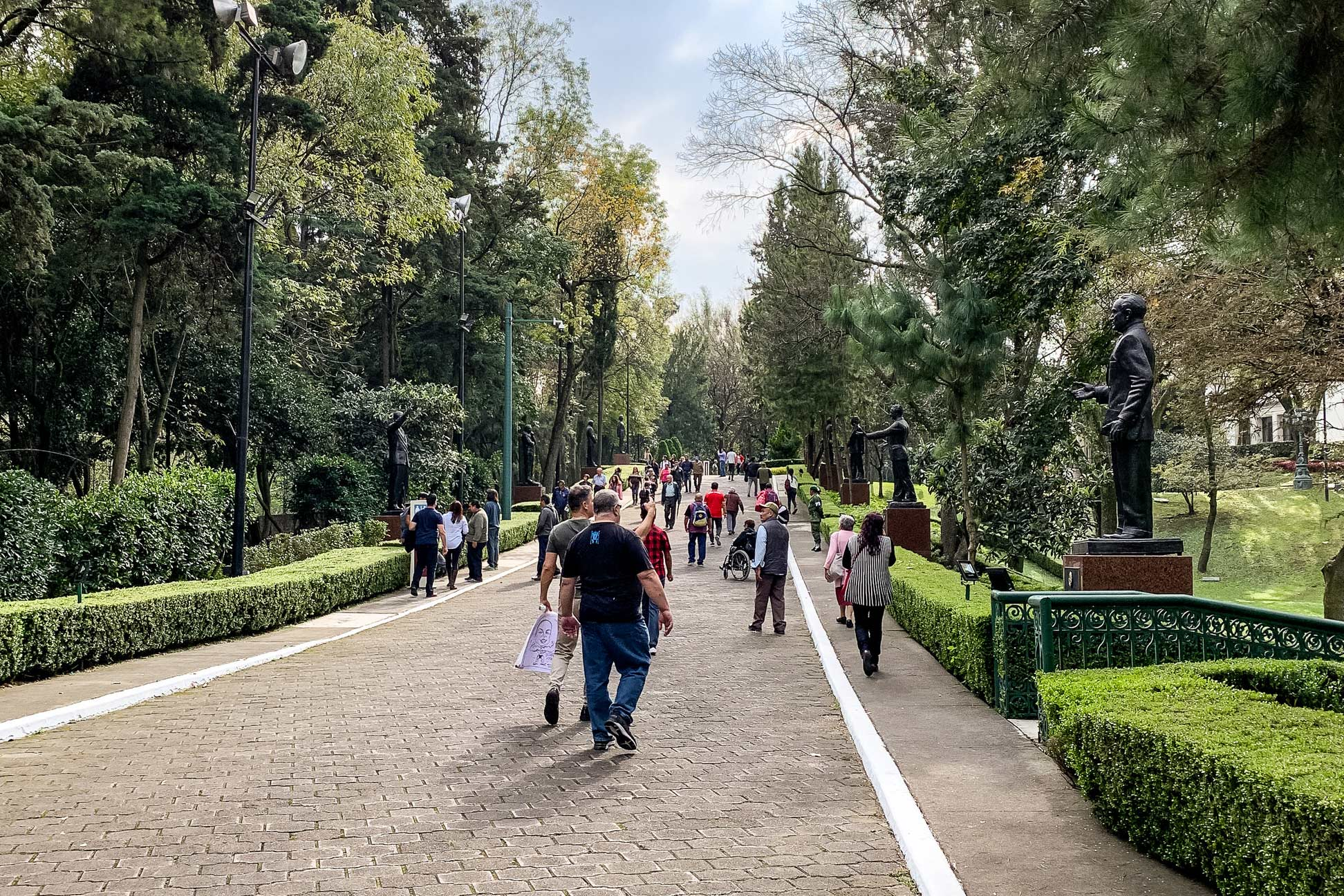
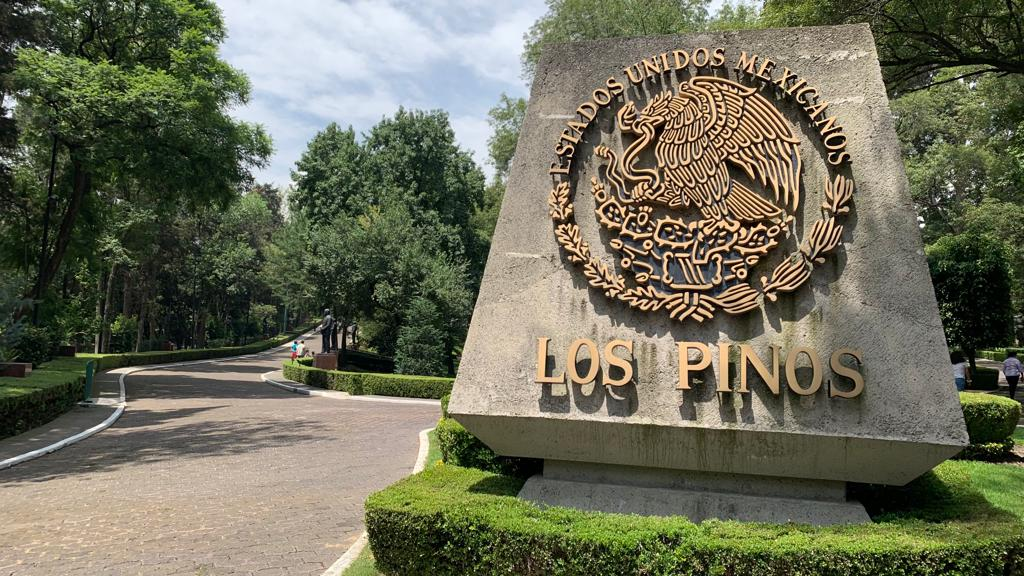
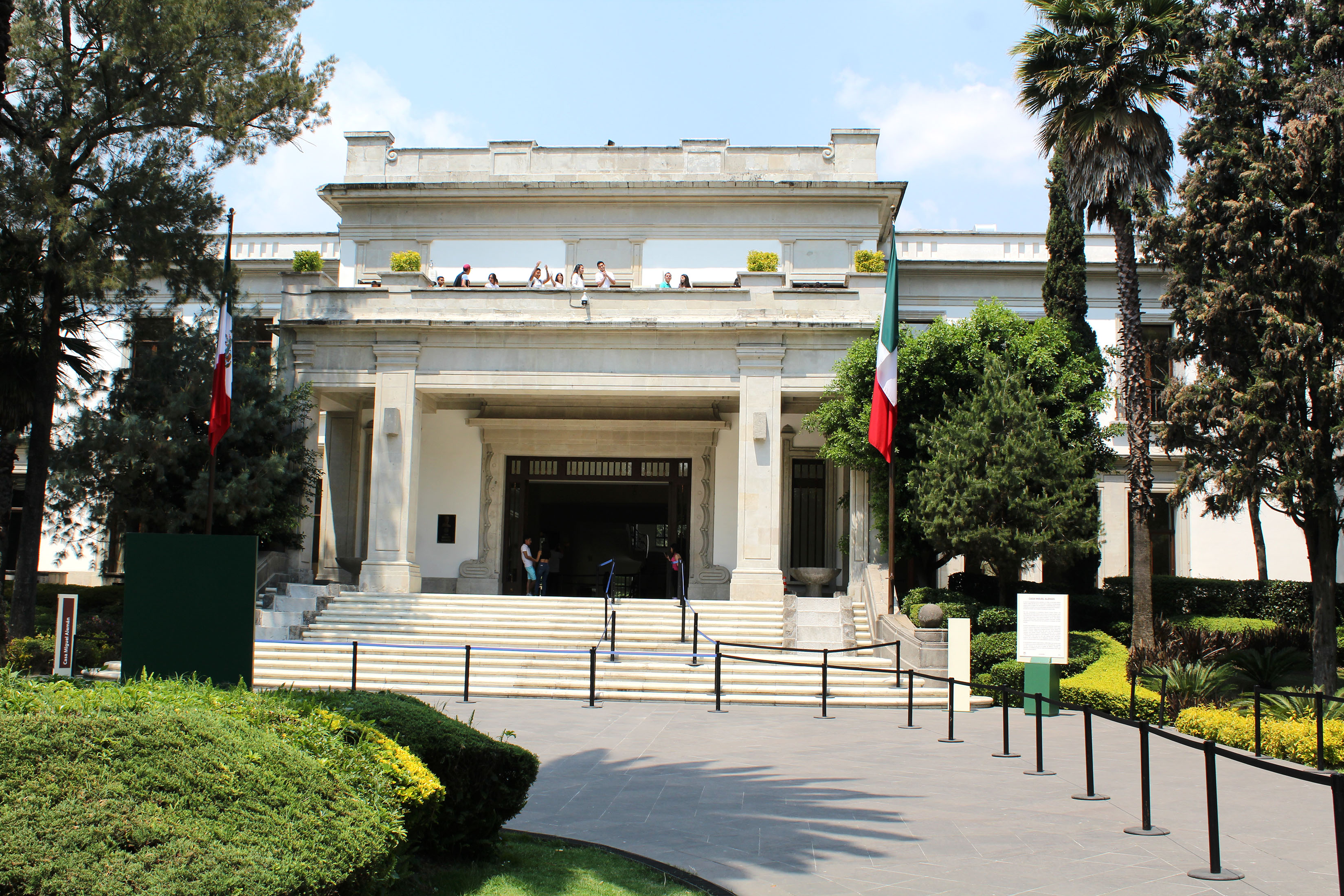

- 19° 24′ 56″ N, 99° 11′ 29″ O : vue satellite de Los Piños.